# Jerzy Neyman
Jerzy Neyman, geboren als Jerzy Spława-Neyman, (Tighina, tegenwoordig Moldavië, 16 april 1894 - Oakland, Californië, 5 augustus 1981) was een Poolse wiskundige en statisticus. 

## Leven en carrière
Neyman werd geboren als vierde kind van de Poolse Czesław Spława-Neyman en Kazimiera Lutosławska in Tighina in Bessarabië in het toenmalige Keizerrijk Rusland (thans in Moldavië). Na het afronden van het gymnasium in 1909 begon hij in 1912 als student aan de Universiteit van Charkov. Een van zijn docenten was de Russische kansrekenaar Sergej Natanovitsj Bernstein. Nadat die hem het boek Leçons sur l'intégration et la recherche des fonctions primitives van Henri Lebesgue had laten lezen, raakte Neyman geïnteresseerd in de maattheorie en integraalrekening.
In 1921 ging Neyman naar Polen en kreeg drie jaar later van de Universiteit van Warschau de doctorsgraad in de wiskunde voor zijn proefschrift over de toepassingen van de kansrekening binnen landbouwkundige experimenten. Zijn promotoren waren Stefan Mazurkiewicz en Wacław Sierpiński. Na enkele jaren in Londen en Parijs doorgebracht te hebben en daar met Egon Pearson en Émile Borel samengewerkt te hebben, keerde hij terug naar Polen. Bij het Nencki Instituut voor Experimentele Biologie in Warschau richtte hij het biometrisch laboratorium op. Zijn werk hier samen met Egon Pearson vormt, samen met het werk van Ronald Aylmer Fisher, de basis van de theorie rond hypothesetoetsen.
In 1938 verhuisde hij naar de Universiteit van Californië in Berkeley, waar hij de rest van zijn leven werkzaam bleef. In 1981 overleed Neyman op 87-jarige leeftijd.

## Wetenschappelijke prestaties
Neyman is wellicht het bekendst van het introduceren van het concept betrouwbaarheidsinterval. Zijn samenwerking met Egon Pearson tussen 1928 en 1933 zorgde voor de logische en mathematische onderbouwing van de theorie rond hypothesetoetsen. Het Neyman-Pearson lemma, dat stelt dat de likelihood ratio leidt tot de uniform meest onderscheidende hypothesetoets, is vernoemd naar dit tweetal. Neyman was tevens actief op het gebied van experimenteel ontwerpen en gestratificeerd steekproeftrekken en de grondlegger van de statistische procescontrole.
In totaal heeft Neyman 39 PhD-studenten begeleid, waaronder Erich Leo Lehmann, Lucien Le Cam en George Dantzig. In 1966 ontving hij voor zijn bijdragen aan de statistiek de Guy Medaille van de Royal Statistical Society, een van de meest prestigieuze onderscheidingen voor een statisticus. Twee jaar later ontving hij de Wilks Award van de American Statistical Society en in 1969 de Medal of Science van de Amerikaanse president Johnson. Sinds 1979 was Neyman fellow van de Royal Society